# USS Converse (DD-509)
O USS Converse foi um contratorpedeiro operado pela Marinha dos Estados Unidos e a trigésima segunda embarcação da Classe Fletcher. Sua construção começou em fevereiro de 1942 nos estaleiros da Bath Iron Works no Maine e foi lançado ao mar em agosto do mesmo ano, sendo comissionado na frota norte-americana em novembro. Era armado com uma bateria principal de cinco canhões de 127 milímetros e dez tubos de torpedo de 533 milímetros, tinha um deslocamento carregado de mais de duas mil toneladas e alcançava uma velocidade máxima de 35 nós.

## História

### Ilhas Salomão
Depois de treinar na Baía de Guantánamo e em Pearl Harbor, Converse chegou a Nouméa em 17 de maio de 1943 e, durante o verão, cobriu comboios transportando homens e suprimentos para a Nova Geórgia, depois escoltou navios que se deslocavam entre o Espírito Santo e Guadalcanal . Chegando a Port Purvis nas Ilhas Salomão em 16 de setembro de 1943, ela se juntou ao Destroyer Squadron 23 (DesRon 23), com quem ganharia uma Citação de Unidade Presidencial (EUA) para operações no norte das Ilhas Salomão entre 31 de outubro de 1943 e 4 de fevereiro de 1944.
Na primeira dessas datas, Converse fez uma surtida com sua esquadra e cruzadores para fornecer cobertura para desembarques anfíbios em Bougainville e, na noite de 31 de outubro – 1º de novembro de 1943, bombardeou os aeródromos e alvos de Buka e Bonis em Shortlands . Na noite seguinte, sua força interceptou um grupo japonês de cruzadores e contratorpedeiros que se dirigiam para um ataque aos transportes em Bougainville e abriram fogo na Batalha da Baía da Imperatriz Augusta . Os japoneses perderam um cruzador e um contratorpedeiro nesta ação e foram impedidos de atacar os transportes, embora os defensores americanos tenham sofrido um ataque severo de aeronaves de Rabaul apoiando os navios japoneses.
Converse continuou os bombardeios e o serviço de escolta apoiando a operação de Bougainville e, na noite de 16 – 17 de novembro de 1943, juntou-se Stanly para disparar contra um submarino à tona, marcando vários acertos. Na noite de 24 – 25 de novembro, o esquadrão interceptou cinco contratorpedeiros japoneses que tentavam evacuar tropas de aviação extremamente necessárias de Buka para Rabaul. Em um ataque de torpedo habilmente executado seguido por uma perseguição persistente, durante a qual Converse foi atingido por um torpedo que não explodiu na sala de máquinas, o esquadra afundou três dos navios inimigos e causou grandes danos a um quarto, saindo ileso.
Enquanto escoltava um grupo de navios que transportavam reforços e suprimentos para Bougainville em 3 de dezembro de 1943, Converse foi atacado por seis ondas de bombardeiros japoneses. Um quase acidente causou uma falha elétrica, colocando seu radar fora de serviço e resultando em uma perda de potência à frente. Os reparos foram feitos rapidamente e a força japonesa lutou, mas Converse partiu de Port Purvis em 14 de dezembro para reparos completos em Sydney, Austrália. Ela voltou a seu esquadrão em Port Purvis em 30 de janeiro de 1944 para bombardeios e incursões de caça contra navios japoneses em fevereiro e março no norte das Ilhas Salomão.

### Pacífico Central
O Converse liberou Port Purvis em 27 de março de 1944 para se juntar à Fast Carrier Task Force (então TF 58) para triagem durante os ataques aéreos no Palaus de 30 de março a 1º de abril, e com essa força cobriu os desembarques de Hollandia por meio de ataques aéreos pré-invasão e bombardeio, continuando seu fogo durante os desembarques de 22 de abril. Ataques de porta-aviões a Truk, Satawan e Ponape no final do mês encontraram Converse continuando suas funções de triagem.
Os ataques preparatórios e cobrindo a invasão de Saipan começaram em 12 de junho, quando alvos em todas as Marianas foram atingidos. Enquanto os próprios desembarques foram feitos em 15 de junho, a força-tarefa de Converse atingiu as bases japonesas em Bonins e depois voltou às Marianas para continuar seu apoio próximo. Quando a frota japonesa desafiou as operações americanas nas Marianas em 19 de junho, Converse continuou sua triagem durante a resultante Batalha aérea do Mar das Filipinas, um combate de 2 dias que resultou no naufrágio de três porta-aviões japoneses e na perda de muitos para o Japão. aeronaves e seus insubstituíveis pilotos. Depois de participar do bombardeio da costa de Guam e Rota no final de junho, Converse reabastecido em Eniwetok e, em 4 de agosto, navegou para revisão no Estaleiro Naval da Ilha Mare.

### Filipinas e Okinawa
O contratorpedeiro voltou à ação em 3 de novembro de 1944, quando se juntou à tela de porta-aviões que cobria as rotas do comboio para a recém-invadida Leyte . Em 21 de dezembro, enquanto escoltava o primeiro escalão de reabastecimento para Mindoro, Converse foi atacado por desesperados aviões suicidas japoneses, e disparou para afastá-los, bem como resgatar 266 sobreviventes do LST-749. Ela deu apoio de fogo aos desembarques no Golfo de Lingayen em 9 e 10 de janeiro de 1945, e então se juntou à unidade de tarefa designada para recapturar o Corregidor. Suas armas destruíram posições de armas, barcaças, barcos suicidas e sepultaram cerca de 100 soldados inimigos ao selar a entrada do Túnel Malinta.
Após uma breve revisão em Subic Bay, Converse patrulhou Corregidor até meados de março de 1945 e, de 18 de março a 1º de abril, juntou-se à invasão de Panay e Negros . Durante o mês seguinte, ela desempenhou várias funções no desenvolvimento de Iloilo como um centro de preparação para a planejada invasão do Japão . Em 16 de maio, Converse chegou a Okinawa, onde operou em perigosos e exigentes piquetes de radar até o final da guerra. Freqüentemente atirando para afastar aeronaves japonesas com tendência suicida, ela não sofreu danos durante os meses difíceis que se seguiram.
Em 10 de setembro ela partiu de Okinawa para Pearl Harbor, o Canal do Panamá e Washington, DC, onde em 19 de outubro, o prêmio cerimonial da Citação da Unidade Presidencial foi feito para seu esquadrão. Após a revisão no Brooklyn, ela foi desativada e colocada na reserva em Charleston, Carolina do Sul, em 23 de abril de 1946.Além da Citação da Unidade Presidencial, Converse recebeu 11 estrelas de batalha pelo serviço na Segunda Guerra Mundial .

### Serviço espanhol
Em 1º de julho de 1959, Converse foi transferida no âmbito do Programa de Assistência Mútua para a Espanha, onde passou a se chamar Almirante Valdés (D23). O navio foi tirado de serviço em 17 de novembro de 1986 e desmantelado em 1988.